# Abdelmalek Mokdad
 (août 2025).
Si vous disposez d'ouvrages ou d'articles de référence ou si vous connaissez des sites web de qualité traitant du thème abordé ici, merci de compléter l'article en donnant les références utiles à sa vérifiabilité et en les liant à la section « Notes et références ».
Abdelmalek Mokdad est un footballeur algérien né le 5 mai 1986 à Aïn El Hadjar (Algérie). Il évolue au poste de milieu de terrain.

## Biographie
Il commence sa carrière au FC Les Lilas avant de rejoindre l’Union sportive Créteil-Lusitanos  après quelques mois seulement.
En 2009 il rejoint la formation du MC Alger. Il ne joue pas la première partie de la saison à cause d’un différend avec les dirigeants du club. Ce n'est qu’au mercato hivernal que Mokdad décide de réintégrer le groupe avec lequel il devient une pièce maîtresse, jouant 18 matchs et marquant deux buts avec finalement un titre de champion d’Algérie 2010 à la clé.

## Carrière
- -2006 :  FC Les Lilas
- 2006-2009 :  US Créteil-Lusitanos
- 2009-2011 :  MC Alger
- 2011-2012 :  Ittihad Kalba
- 2012-2013 :  JS Kabylie
- 2013-2015 :  RC Arbâa
- 2015-2018     :  MC Alger
- 2018- : :  US Créteil-Lusitanos[1]

## Palmarès
- 2010 : Champion d’Algérie avec le MC Alger
- 2016 : Coupe d'Algérie avec le MC Alger

## Statistiques
- 2 matchs en Ligue 2
- 72 matchs et 16 buts en National
- 140 matchs et 21 buts en Ligue 1 algérienne
- 5 matchs et 3 buts en Ligue des Champions de la CAF